# Thermonectus alfredi
Thermonectus alfredi là một loài bọ cánh cứng trong họ Bọ nước. Loài này được Griffini miêu tả khoa học năm 1898.